# 斑點斯氏脂䲁
斑點斯氏脂䲁（學名：Starksia guttata），為輻鰭魚綱䲁形目脂䲁科斯氏脂䲁屬的一個種，分布於西大西洋格瑞那達至千里達、古拉索海域，深度5至45公尺，本魚體長，扁平，頭鈍，眼、鼻孔和頸背觸鬚不分支，背鰭硬棘與鰭條之間有缺刻，雄魚第一臀鰭棘長與鰭的其餘部分分離，變為性器官，側線連續，前段拱起，後段直，側線鱗片17-18枚，體色淡，有不規則的深褐色斑點，斑點上方大於下方，眼後有一條寬闊的淡色條紋，呈Y字形延伸至鰓蓋，背鰭、臀鰭和尾鰭上有明顯的棕色至紅色斑點，背鰭硬棘20-22枚、背鰭軟條8-9枚、臀鰭硬棘2枚、臀鰭軟條17-18枚，體長可達4.6公分，棲息在岩石及珊瑚礁區，生活習性不明。